# آپر پوهتکانگ (نیوجرسی)
آپر پوهتکانگ (به انگلیسی: Upper Pohatcong) یک منطقهٔ مسکونی در ایالات متحده آمریکا است که در فوهاتکونگ، نیوجرسی واقع شده‌است. آپر پوهتکانگ ۱٫۷۰۰ کیلومتر مربع مساحت و ۱٬۷۸۱ نفر جمعیت دارد و ۹۴ متر بالاتر از سطح دریا واقع شده‌است.